# Estera (carte)
Estera (în ebraică:מגילת אסתר Meghilat Ester - Sulul Esterei) este o carte în Biblia ebraică (Tanakh) (și deci și în Vechiul Testament). Mai exact, este una din cele cinci „cărți” sub formă de „sul” incluse în cele douăzeci și patru cărți ale Bibliei ebraice și cele  treizeci și nouă de cărți ale Vechiului Testament. Este considerată pe larg drept o scriere de ficțiune literară, care a fost inclusă în canonul Bibliei.
Împreună cu Cântarea Cântărilor este singura carte din Biblia ebraică care nu menționează explicit divinitatea. Cercetătorii Bibliei o consideră ca pe povestire etiologică, care explică originea sărbătorii evreiești de Purim, care provine din Persia și Media antică.  

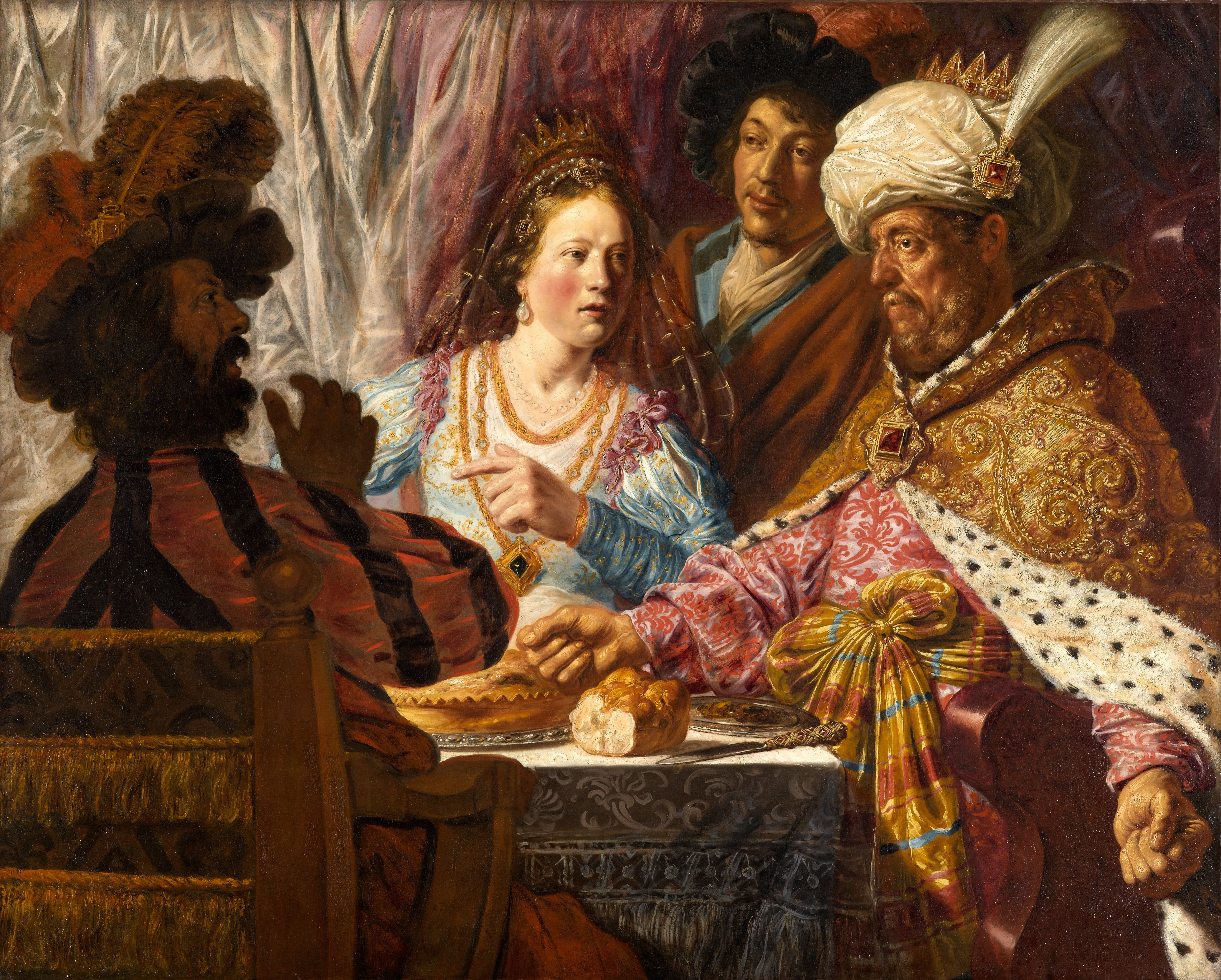
Purimul – Sarbatoarea Esterei Feest van Esther de Jan Lievens, 1625

## Calitate de autor și datare
Titlul în ebraică este Meghila sau Meghilat Ester. Conform tradiției iudaice ar fi fost redactată de Marea Adunare pe baza unui original scris de Mardoheu (Mordehai). Critica o datează în secolele IV- III î.Hr.. Cartea circula în două ediții, una cu adăugiri în limba greacă, datând se pare din secolul II î.Hr. Istoricitatea evenimentelor cărții este disputată. Ea stă la baza sărbătorii iudaice a Purimului, fiind citită de două ori în cadrul acesteia. Meghilat Ester este citită în sinagogă în seara de Purim și, din nou, a doua zi dimineața. La cele două lecturi trebuie să participe toată comunitatea - bărbați, femei, tineri și bătrâni. Meghila este citită dintr-un sul de pergament și este important ca fiecare cuvânt să fie auzit. Fiecare comunitate citește Meghila folosind melodia sa tradițională. La rostirea numelui lui Haman, personajul negativ al poveștii, se face zgomot, utilizându-se graghere (ornăitoare) pentru a „șterge amintirea lui Haman”.

## Rezumat
Acțiunea e plasată în al treilea an al împăratului Ahașveroș (identificat de obicei cu Xerxes I) al Persiei. Personajul principal al cărții este Estera, soția împăratului, o evreică care reușește să își salveze poporul de genocidul plănuit de vizirul Haman.
Povestea Esterei a născut, în cultura iudaică, sărbătoarea numită Purim. Semnificația Purim-ului este una specială. De Purim (care cade în perioada de început a primăverii, la sfârșitul lunii februarie sau în prima parte a lunii martie) este celebrat miracolul salvării evreilor din Persia în ultimii ani ai existenței Imperiului Persan. 
Oricine citește „Meghilat Ester” și urmărește desfășurarea evenimentelor care au loc la curtea regelui Ahașveroș, sesizează seria de persecuții și discriminări la care erau supuși evreii din anticul Imperiul Persan, în postura lor de minoritate religioasă și națională.
Eroii din povestea Purimului sunt Ester (pe numele său ebraic Hadasa), o tânără evreică din Persia, soția împăratului Ahașveroș, și Mordehai, vărul său mai în vârstă, cel care o crescuse. 
Personajul negativ este unul din sfetnicii împăratului Ahașveroș, Haman, o persoană foarte orgolioasă. Haman îi urăște pe evrei și plănuiește să-i distrugă pentru că Mordehai era evreu și, cum toată lumea știa, refuza să i se închine.
Ahașveroș, care stăpânește peste o sută douăzeci și șapte de provincii (sau satrapii), din India până în Etiopia, este foarte mulțumit să asculte sfatul consilierului său, și prim-ministru, Haman. Intenția lui Haman este aceea de a-l înlătura pe ministrul evreu Mordehai (Mardoheu), din poziția-cheie pe care o deține la curte și, ca parte a acestui complot, sugerează împăratului că este spre binele lui să scape de evrei. De-a lungul secolelor, argumentul lui s-a perpetuat, devenind un manifest clasic al antisemitismului: "Există un anume popor, răspândit și dispersat între toate celelalte popoare din provinciile regatului tăi, a cărui legi sunt diferite de cele ale altor oameni și care nu respectă legile regelui, și nu este în interesul Majestății Voastre să îi tolerați. Dacă Majestatea Voastră este mulțumită, fie ca să se scrie un edict pentru distrugerea lor... Și regele a spus: „Banii și poporul sunt ale tale să faci cu el cum crezi potrivit”... În consecință, instrucțiuni scrise au fost trimise cu curieri în toate provinciile regelui, să distrugă, să masacreze și să extermine pe toți evreii, tineri și bătrâni, copii și femei, într-o singură zi și să le prade averile" (Ester, 3:8-13)
Aflând de complotul lui Haman, Mordehai o roagă pe Estera să-și folosească poziția influentă pentru a vorbi cu împăratul în numele evreilor. Conform obiceiului, nimeni nu se putea adresa împăratului decât dacă acesta îl chema la el. Pedeapsa pentru a de fi adresat împăratului fără a fi chemat era moartea. Ester se hotărăște să se adreseze soțului său oricum, dar mai întâi se pregătește rugându-se și ținând post timp de trei zile. „ treia zi, Ester s-a îmbrăcat cu haine împărătești și a venit la curtea dinăuntru a casei împăratului; împăratul ședea pe scaunul lui împărătesc, în casa împărătească, în fața ușii casei. Când a văzut-o împăratul pe împărăteasa Ester în picioare în curte, ea a căpătat trecere în fața lui; și împăratul a întins Esterei toiagul împărătesc de aur pe care-l ținea în mână; Ester s-a apropiat și a atins vârful toiagului” (Ester, 5:1-2).
Prinzând curaj în fața atitudinii binevoitoare a împăratului, Ester îi mărturisește că este evreică și îi arată că Haman nu are gânduri curate, încercând să o omoare pe ea și să distrugă poporul ei. Înțelegând adevăratele intenții ale lui Haman, Ahașveroș a „zis împărătesei Ester și lui Mordehai evreul: „Iată, am dat Esterei casa lui Haman, pe el să-l spânzurați de spânzurătoare, pentru că a ridicat mâna împotriva evreilor””. (Ester, 8:7).
Ahașveroș a dat poruncă să se scrie scrisori prin care „împăratul lăsa evreii din fiecare cetate să se adune, să-și apere viața, să nimicească, să ucidă și să distrugă pe cei din fiecare popor și ținut care i-ar lovi pe ei cu pruncii și femeile lor și care ar vrea să le ia averile”(Ester, 8:11). Revolta evreilor împotriva dușmanilor lor a început în ziua de 13-a a lunii Adar (a douăsprezecea lună în calendarul iudaic).
Mordehai a trimis scrisori tuturor evreilor din toate ținuturile împăratului Ahașveroș, în care le poruncea să sărbătorească în fiecare an ziua a paisprezecea și a cincisprezecea a lunii Adar, ca zile de victorie a evreilor împotriva celor care doreau să-i extermine. Haman și cei zece fii ai lui au fost spânzurați în acele zile. „Zilele acestea trebuiau să fie pomenite și sărbătorite în fiecare familie, în fiecare ținut și în fiecare oraș și zilele acestea de Purim nu trebuiau desființate niciodată din mijlocul evreilor, nici să se șteargă amintirea lor printre vrăjmașii lor”. (Ester, 9:28).
Povestea Esterei se încheie cu următorul paragraf: „Căci evreul Mordehai era cel dintâi după împăratul Ahașveroș; el era cu vază între evrei și iubit de toți frații săi, căci a căutat binele poporului său și a vorbit pentru fericirea întregului său neam”. (Ester, 10:3).
Cele zece capitole ale Meghilat Ester spun o poveste foarte veche, petrecută în timpuri îndepărtate, dar a cărei amintire este vie și astăzi, prin aducerea-aminte a ei în fiecare an, cu ocazia sărbătorii de Purim.

## Istoricitate
Dificultățile istorice aparente, contradicțiile interne, pronunțata simetrie a temelor și evenimentelor, mărimea dialogurilor citate, mari exagerări în ce privește raportarea cifrelor (referitoare la timp, bani și oameni) toate indică faptul că această carte este un mit, personajele sale (cu excepția lui Xerxes) fiind produsul imaginației creative a autorului ei. Adele Berlin⁠(en)[traduceți] citează un număr de cercetători care consideră că această carte nu a fost scrisă drept scriere istorică, ci a fost menită drept nuvelă istorică. Jewish Encyclopedia recunoștea în 1906 că Estera este un personaj fictiv.
„Levenson susține că este « cel mai bine văzută ca o nuvelă istorică plasată în Imperiul Persan »”. The New Oxford Annotated Bible (2018) afirmă „Estera nu este o operă de istorie, ci o nuvelă istorică, adică o poveste fictivă plasată într-un cadru istoric”. Lloyd Llewellyn-Jones⁠(en)[traduceți] e de acord.
Mai mulți creștini conservatori își exprimă dezacordul cu opinia universitară mainstream, considerând cartea drept substanțial istoric-faptică. Consensul savanților mainstream este că această carte nu este istorie, ci este ficțiune.
Scopul cărții este justificarea teologică a sărbătorii de Purim (etiologia Purimului). Lingvistul Paul Wexler⁠(en)[traduceți] afirmă prin comparații că o sărbătoare păgână a stat la originea Purimului.